# Non c'è tempo per l'amore
Non c'è tempo per l'amore (No Time for Love) è un film del 1943 diretto da Mitchell Leisen.

## Trama
Katherine Grant, una famosa giornalista, è attratta a New York da Jim Ryan, un operaio che viene licenziato dopo la pubblicazione da parte di lei di una sua foto. La giornalista decide di assumerlo come aiutante ma lui si allontanerà da Katherine per seguire un'altra strada.

## Distribuzione
Il film in Italia è stato distribuito nel 1948.
Nel 2009 è stato reso disponibile in DVD.